# Moutiers-en-Puisaye
Moutiers-en-Puisaye ist eine französische Gemeinde mit 270 Einwohnern (Stand: 1. Januar 2022) im Département Yonne in der Region Bourgogne-Franche-Comté; sie gehört zum Arrondissement Auxerre und zum Kanton Vincelles (bis 2015: Kanton Saint-Sauveur-en-Puisaye).

## Geographie
Moutiers-en-Puisaye liegt etwa 42 Kilometer westsüdwestlich von Auxerre. Umgeben wird Moutiers-en-Puisaye von den Nachbargemeinden 
- Saint-Sauveur-en-Puisaye im Norden und Nordosten,
- Saints-en-Puisaye im Osten,
- Treigny-Perreuse-Sainte-Colombe mit Sainte-Colombe-sur-Loing im Südosten und Treigny im Süden,
- Saint-Amand-en-Puisaye im Südwesten,
- Saint-Fargeau im Westen,
- Ronchères im Nordwesten.

## Bevölkerungsentwicklung
| Jahr                      | 1962 | 1968 | 1975 | 1982 | 1990 | 1999 | 2006 | 2013 |
| Einwohner                 | 493  | 414  | 357  | 327  | 273  | 292  | 289  | 281  |
| Quelle: Cassini und INSEE |      |      |      |      |      |      |      |      |

## Sehenswürdigkeiten
- Kirche Saint-Pierre-et-Saint-Paul mit mittelalterlichen Fresken, Monument historique seit 1862
- Töpferofen von Bâtisse

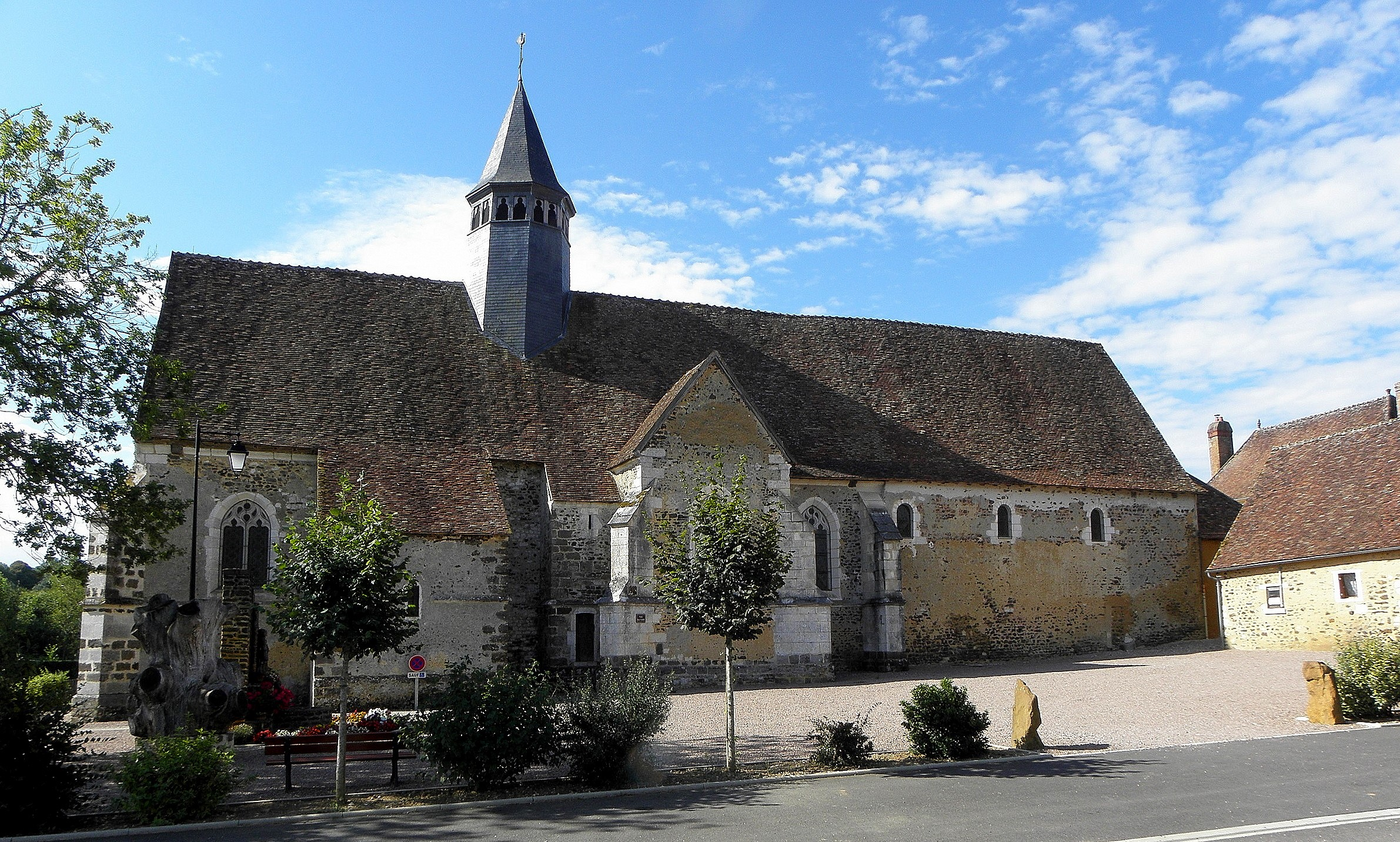
Kirche Saint-Pierre-et-Saint-Paul
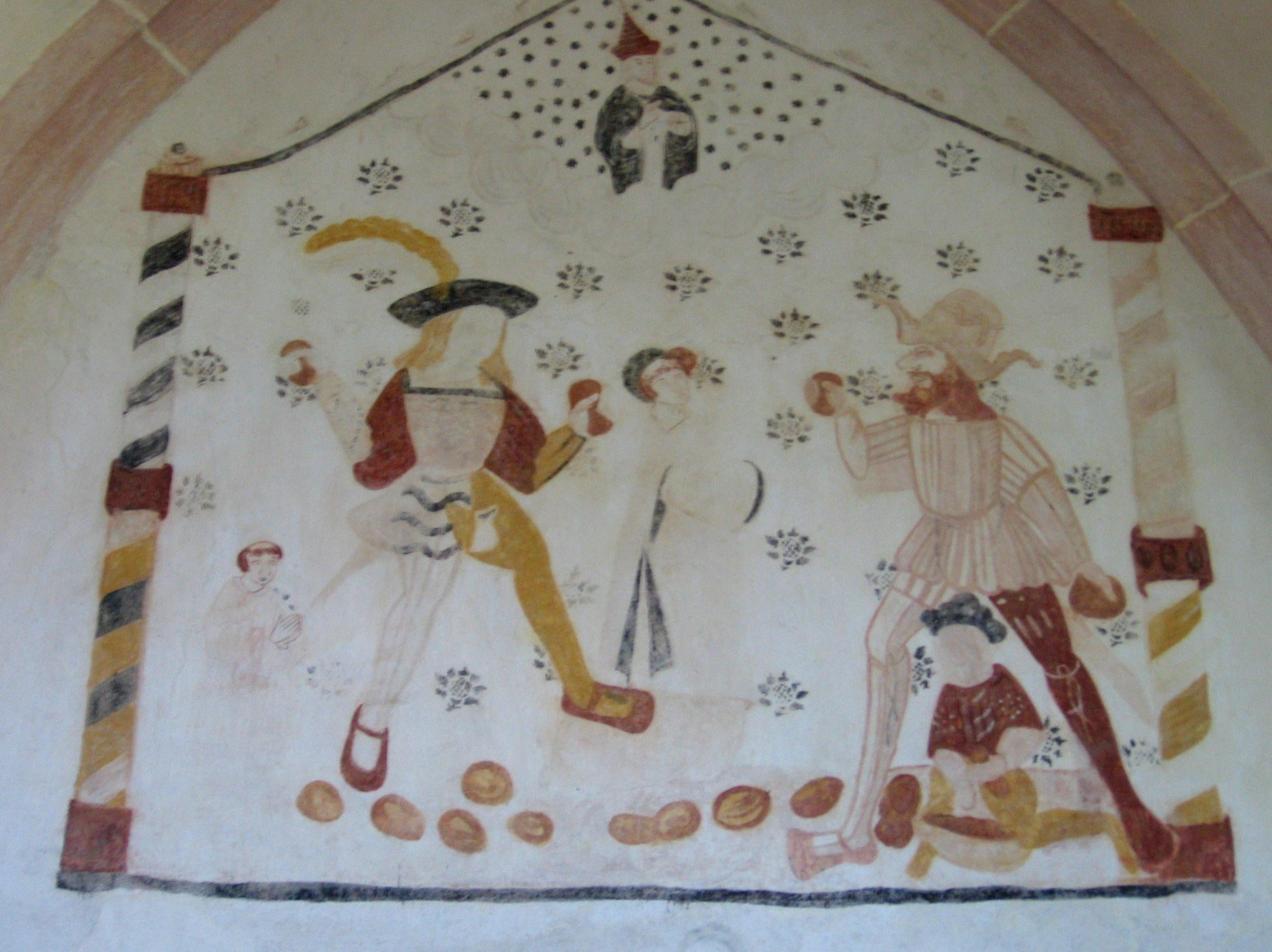
Wandmalerei in der Kirche Saint-Pierre-et-Saint-Paul (Steinigung des heiligen Stefan)